# Italijanska gotska arhitektura
Gotska arhitektura se je v Italiji pojavila v 12. stoletju. Drzne arhitekturne rešitve in tehnične novosti francoske gotske stolnice se nikoli niso pojavile: italijanski arhitekti so se raje držali gradbene tradicije, uveljavljene v prejšnjih stoletjih. Estetsko je bil v Italiji vertikalni razvoj redko pomemben.
Možna časovnica gotske arhitekture v Italiji lahko obsega:
- začetni razvoj cistercijanske arhitekture
- zgodnja gotska faza (okoli 1228-1290)
- zrela gotika med 1290-1385
- poznogotska faza od leta 1385 do 16. stoletja, z dokončanjem velikih gotskih zgradb kot sta  Milanska stolnica in bazilika San Petronio, Bologna

## Začetki
Gotsko arhitekturo so pripeljali v Italijo, tako kot je bilo to v mnogih drugih evropskih državah. Benediktinci in cistercijani so bili s svojimi novimi stavbami glavni nosilci tega novega arhitekturnega sloga. Razširil se je iz Burgundije (v sedanji vzhodni Franciji), njihovega prvotnega območja, nad ostalo Zahodno Evropo.
Ta vrsta arhitekture je dejansko že vključevala večino novosti, ki so zaznamovale gotske stolnice Île-de-France, vendar z bolj podrejenim in nekoliko asketskim formalnim pristopom. Figurativni okraski so bili prepovedani. Vitraji so manjši in brezbarvni. Vertikalizem je zmanjšan. Na zunanjosti so zvoniki in stolpi odsotni.
Vedno so navzoči ovalni pravokotni rebrasti oboki in gručasti slopi, sestavljena iz sklopa manjših stebrov, ki se nadaljujejo z vpetimi stebri do obokanih reber. Kapiteli imajo zelo preproste okraske, po navadi niso figurativni. Tudi kamnita obloga je zelo natančna. Rezultat je kvazi moderna čistost, ki ji primanjkuje okraskov.
Cistercijansko arhitekturo bi bilo mogoče z majhnimi spremembami enostavno prilagoditi potrebam beraških redov, kot so dominikanci in frančiškani, ki so se takrat hitro širili po Italiji. Oba si prizadevata za določeno čistost, če ne revščino, v svojih zgradbah. Potrebovali so velike glavne in stranske ladje, da bi verniki lahko sledili pridigi in obredom brez vizualnih ovir, kot se je to pogosto dogajalo v stolnicah, katerih notranjost je vsebovala številne pilastre in je bil kor ločen od ladje s stenami.

## Zgodnja italijanska gotika (12. in 13. stoletje)
Gotski slog so v Italijo prvič uvedli menihi cistercijanskega in frančiškanskega reda v 12. stoletju. Cistercijanski red je bil ustanovljen v Franciji leta 1098 kot odcep od benediktinskega reda, ki so ga cistercijani smatrali za preveč ohlapnega. Cistercijani so bili odločeni, da bodo strožje sledili pravilom svetega Benedikta. Gradili so stroge cerkve, najprej v romanskem slogu in nato z gotskimi značilnostmi, vendar s popolno odsotnostjo okrasja. Cistercijani so prepovedali kakršno koli obliko umetnosti, kiparstva ali vitraž. Zvonikov ni bilo oziroma so bili zelo preprosti. Nič ni bilo dovoljeno, kar ne bi imelo bistvenega praktičnega namena. Te cerkve so bile običajno daleč od središča mest. 
Najpomembnejša objekta sta samostan Chiaravalle v severni Italiji in samostan Casamari v osrednji Italiji, zgrajena po vzoru cistercijanskih cerkva v Burgundiji, zlasti prvotne cistercijanske cerkve opatije Citeaux. Casamari je bil prvotno zgrajen kot benediktinska cerkev, vendar je bil v celoti obnovljen, da bi izpolnjeval standarde preprostosti in strogosti cistercijanov. Cistercijani so gradili cerkve po vsej Italiji, večinoma na podeželju. Šli so do Sicilije, kjer so zgradili nedokončano baziliko Morpurgo blizu Lentinija v provinci Sirakuza, ki so jo začeli leta 1225.
Med ne-cistercijanskimi stavbami tega stoletja, na katere je vplival gotski slog, čeprav še vedno predstavljajo pomembne romanske značilnosti, sta krstilnica v Parmi Benedetta Antelamija in bazilika sv. Andreja v Vercelliju, ki vsebuje tudi Antelamijeve vplive.
Širjenju francoskega sloga gotike, ki so ga uvedli cistercijani, se je uprla hierarhija cerkve v Rimu. ki se je raje vrnila k starejšemu slogu arhitekture Konstantina in Bizanca. Prva gotska cerkev v Rimu, Santa Maria sopra Minerva, dominikanska cerkev, je bila kopija Bazilika Santa Maria Novella v Firencah in se je začela šele leta 1280.
Frančiškane je ustanovil sveti Frančišek Asiški leta 1208. Njihov nauk je zahteval, da bi s svojim sporočilom dosegli širšo populacijo, kar je pomenilo gradnjo cerkva z velikimi ladjami brez vizualnih ovir za pridiganje velikim kongregacijam. Za razliko od cistercijanskih cerkva so v svoji arhitekturi pozdravljali umetnost. Zgornje dele njihove prve večje cerkve, bazilike sv. Frančiška Asiškega (1228–1253), je Cimabue okrasil s pisanimi poslikavami, ki prikazujejo življenja svetnikov. Bazilika je bila v obliki preprostega latinskega križa in ni imela nobene težnje po veliki višini francoskega gotskega sloga. Zgrajena je bila iz opeke, z notranje strani prekrita z ometom. Vitraži so bili pomanjšani, preprosti in brezbarvni.
Frančiškani so leta (1236–1230) zgradili še eno pomembno cerkev sv. Frančiška v Bologni, ki je bila bližje francoskemu gotskemu vzoru. Zgrajena je bila iz rdeče opeke, s čimer se je začela tradicija bolonjske arhitekture, ki je trajala dve stoletji. Fasada je bila podobna kot pri romanskih cerkvah, v notranjosti pa je imela bolj gotsko obliko, z ladjami, ambulatorijem s sevajočimi kapelami in ločnimi oporniki.
V tem stoletju so bile zgrajene številne gotska stavbe za beraške redove. Med najpomembnejšimi so:
- Bazilika svetega Frančiška, Assisi (1228–1253)
- Cerkev Santa Maria della Spina, Pisa (1230)
- Bazilika sv. Antona Padovanskega, Padova, Padova
- Bazilika sv. Frančiška, Bologna (1236–1263)
- Bazilika Santa Maria Novella, Firence

- Cistercianski samostan Fossanova (ustanovljen 1208)
- Samostan Casamari (rekonstruiran 1207–1213)
- Notranjost samostana Casamari
- Fasada Sienske stolnice (1215–1263)
- Oltar in stebri iz barvnega marmorja Sienske stolnice
- Bazilika sv. Frančiška Asiškega (končana 1263)
- Ladja zgornje bazilike sv. Frančiška Asiškega, z murali Cimabua
- Sv. Frančišek, Bologna (1236–1263)
- Notranjost sv. Frančiška, Bologna

Pomemben je tudi program civilne in vojaške gradnje, ki ga je na začetku stoletja v južni Italiji promoviral cesar in sicilski kralj Friderik II. Hohenstaufen. Najpomembnejša dela, ki jih je promoviral, so:
- Castel del Monte, Apulija
- Maniakov grad v Sirakuzah na Siciliji
- Triumfalna vrata v Kapui (uničena)

## Zrela ali visoka italijanska gotika (14. stoletje)
Številne pomembne italijanske gotske stavbe so se začele graditi v poznem 13. stoletju in dokončale v 14. stoletju. Firenška stolnica, ki jo je zasnoval Arnolfo di Cambio, je bila ustanovljena leta 1296. Ni izjemno visoka, vendar ima notranjost občutek prostornosti, ki nastane zaradi združitve ladij. Delo je potekalo zelo počasi. Zvonik, ki ga je zasnoval Giotto, so začeli graditi leta 1334. Dela so se nadaljevala po Giottovi smrti leta 1337, najprej pod vodstvom Andree Pisanija, nato pa v 1350-ih pod vodstvom Francesca Talentija. Zvonik je kvadraten in okrašen v marmorju s pravokotnimi oblogami in sledi italijanski romanski tradiciji. V veliki meri je nastal po vzoru starejše krstilnice (1060–1150).
Gradnja stolnice v Orvietu je trajala tri stoletja, od 1290 do 1591, skoraj celotno obdobje gotike. Začel jo je papež Urban IV. kot romarsko cerkev za prikaz relikvije razglašenega čudeža, desetnika iz Bolsene. Arhitektura pročelja je v osnovnem romanskem slogu.
Leta 1309 je mojster gradnje postal Lorenzo Maitani, arhitekt in kipar iz Siene. Načrte je preoblikoval, da bi ji dal večjo strukturno celovitost in bolj enotno obliko. Prvotni načrt fasade je bil izdelan po vzoru sienske stolnice. Pod Maitanijem je postopoma postala predstavitev gotske umetnosti; notranjost in zgornji del fasade sta bili okrašeni z mozaiki, izklesanimi figurami in reliefi v marmorju in bronu. Zgornji deli mozaikov na fasadi so pozlačeni. V notranjosti so najbolj markantni trakasti barvni stebri in stene, prekrite s poslikavami.
Številne cerkve v tem obdobju so sledile slogu sv. Frančiška v Bologni in so bile namesto iz kamna zgrajene iz rdeče opeke, na notranji strani ometane. Arhitekti številnih italijanskih gotskih cerkva so prezrli francosko gotsko uporabo ločnih opornikov in so uporabili lesene tramove čez ladjo za podporo zgornjih sten.
- Model originalne faaade
- Duomo (15. st.) in zvonik (14. st.) Firenške stolnice (1296–1366)
- Gotski vzhodni konec Firenške stolnice
- Fasada stolnice v Orvietu
- Ladja stolnice v Orvietu

## Pozna gotika (pozno 14. stoletje)
V poznem 14. stoletju sta se začeli graditi tudi dve glavni italijanski poznogotski zgradbi, Milanska stolnica in bazilika San Petronio, Bologna

### Milanska stolnica
Milanska stolnica, imenovana tudi Duomo, je bila ustanovljena v poznem 14. stoletju. Bila je ena najbolj ambicioznih italijanskih gotskih stolnic in ena redkih, ki je prilagodila številne strukturne značilnosti francoske gotike, vključno z ločnimi oporniki in rebrastim obokom. Dela so se začela leta 1387, na splošno pa so temeljila na načrtih dveh francoskih stolnic, v Bourgesu in stolnice v Le Mansu, z načrtom visoke osrednje ladje, ki se spušča po stopnjah navzdol nad ladjami. Hkrati so sledili italijanskim željam po velikem notranjem prostoru. Načrtovanje in zgodnje delo je vključevalo izjemno število uglednih zidarskih mojstrov iz vse Evrope, vključno z Jeanom Mignotom in Nicolasom de Bonaventure iz Pariza, Hansom Parlerjem iz Nemčije in priznanim italijanskim matematikom Gabrielejem Stornaloco.
Gradnja se je s številnimi prekinitvami nadaljevala skozi stoletja; dokončno je bila končana šele leta 1965. Njegove izjemne značilnosti so orjaški stebri, katerih okrašeni kapiteli na sredini stebrov vsebujejo kipe; bledo roza marmor, ki je v notranjosti in zunanjosti in gozd kamnitih fial, ki krasijo zgornje dele. Medtem ko je notranjost popolnoma italijanskega sloga, je zunanjost prekrita z okrasnimi vzorci, podobnimi rayonnantskemu slogu v severni Evropi.
- Milanska stolnica
- Ladja Milanske stolnice
- Obokan strop in stebri s kapiteli in kipi
- Bazilika di San Petronio v Bologni

Stavbe so še;
- Bazilika sv. Križa, Firence
- Palazzo Vecchio, Firence
- Bazilika Santa Maria Gloriosa dei Frari, Benetke
- Bazilika San Petronio pri Bologni.

## Beneška gotika (14.–15. stoletje)
V 14. in 15. stoletju se je leta 1340 začela graditi vrsta novih cerkva v beneškem gotskem slogu, vključno s cerkvijo frančiškanov Bazilika Santa Maria Gloriosa dei Frari. Zgrajena iz opeke je imela tri ladje in apsido s šestimi sevajočimi kapelami in rebraste oboke, ki izvirajo iz masivnih valjastih stebrov. Dominikanci so tudi zgradili novo cerkev Santi Giovanni e Paolo (15. stoletje) s tremi ladjami, ločenimi s stebri, ter gotskimi kapiteli, oboki in okrasjem. Požar leta 1419 je močno poškodoval baziliko svetega Marka, zato je bila potrebna izgradnja nove južne fasade. Bila je bogato okrašena z naborom gotskih fial in tabernakelj.
- Santa Maria Gloriosa dei Frari (začetek 1340)
- Notranjost Santa Maria Gloriosa dei Frari
- Bazilika svetega Janeza in Pavla {15. st.)
- Notranjost Bazilika svetega Janeza in Pavla
- gotska strešna linija južne fasade, bazilika sv. Marka

Najbolj izvirni primeri beneške gotike niso bile cerkve, temveč palače, zgrajene za beneške aristokrate in trgovce. Beneška republika je dosegla vrhunec razcveta v 15. stoletju, zlasti po padcu Bizantinskega cesarstva leta 1453, kar je Benetke naredilo za trgovsko središče vzhodnega Sredozemlja. Doževa palača, ki se je začela sredi 14. stoletja, a se je močno razširila v 1420-ih, je vsebovala doževa stanovanja, zbornice sveta, sodišče, zapor in sejno dvorano spodnjega doma beneškega parlamenta. Pritličje in prvo nadstropje sta imela dvojno stebrišče, zgornja nadstropja pa okrašena z belim in rožnatim marmorjem v nežnih geometrijskih motivih.
Glavni primeri aristokratskih rezidenc vključujejo Palazzo Pisani in Ca' Foscari, vendar je najbolj znan primer Ca' d'Oro ali "Hiša zlata", zgrajena med letoma 1421 in 1444 za Marca Contarinija. Imela je portik in dvojno galerijo, prvotno pozlačena, po čemer je palača dobila ime.
- Doževa palača, Benetke (sredi 14. – 15. st.)
- Ca' d'Oro ob Canalu Grande (1421–1444)

## Državni projekti in posvetna arhitektura
Od druge polovice 13. stoletja je Italija ustvarila več primerov posvetne gotske arhitekture kot drugi deli Evrope. Stavbe je pogosto zgradil Capitano del Popolo vsakega mesta, organizacija, ki je predstavljala cehe in bogate trgovce v mestu. Glavni primeri so v Orvietu, Palazzo Communale v Piacenzi in masivno Palazzo del Capitano ali Bargello v Firencah. Druge pomembne primere najdemo v Sieni, Firencah in Benetkah. Ponazorili so pomen italijanskih mest kot bančnih središč in vse večji državljanski ponos. Te stavbe so bile odprte navzven, s pritličnimi ložami, velikimi zgornjimi okni, balkoni in zunanjimi stopnišči, pogosto pa so imele velike dvorane, ki so bile okrašene s freskami.
Drug pomemben primer gotskega načrtovanja mesta je pahljačasti mestni trg v Sieni, na katerem prevladujeta Palazzo Publico (1298–1348) in Torre della Mangia, najvišji občinski stolp v Italiji. Firence so zgradile podobno občinsko palačo, Palazzo Vecchio (1299–1310), čeprav je ohranila številne značilnosti trdnjave. Pomemben primer zasebne florentinske palače je Loggia della Signoria (1370), poleg Palazzo Vecchio, katere okrogli oboki in strešna linija nakazujejo prihajajočo renesanso.
- Palazzo Vecchio (1299–1310) v Firencah
- Stopnišče in notranje dvorišče Bargella v Firencah (začetek 1255)
- Palazzo Publico in Torre dea Mangia v Sieni (prva polovica 14. st.)

## Gradovi in utrdbe
V Kraljevini Siciliji na začetku 13. stoletja je sicilski kralj Friderik II., ki je bil cesar Svetega rimskega cesarstva, in preko svoje matere Konstance, kraljice Sicilije, vnuk velikega normanskega kralja, Rogerija II., spodbujal pomemben civilni in vojaški gradbeni program. Cesar je pozval arhitekte in obrtnike, ki so zgradili cistercijanske samostane, naj zgradijo gradove in utrdbe. Najpomembnejša dela so Castel del Monte v Apuliji in Maniakov grad, ki ščiti pristanišče Sirakuze v Italiji.
- Castel del Monte v Apuliji (1240-ta)
- Maniakov grad v Sirakuzah, Sicilija (1232–40)